# Маркіз Елі

Герб маркізів Елі.

Герб роду Лофтус.

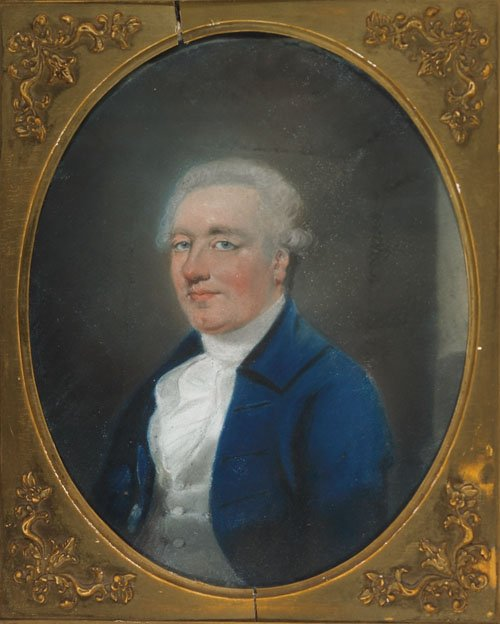
Чарльз (Тоттенгем) Лофтус – І маркіз Елі.

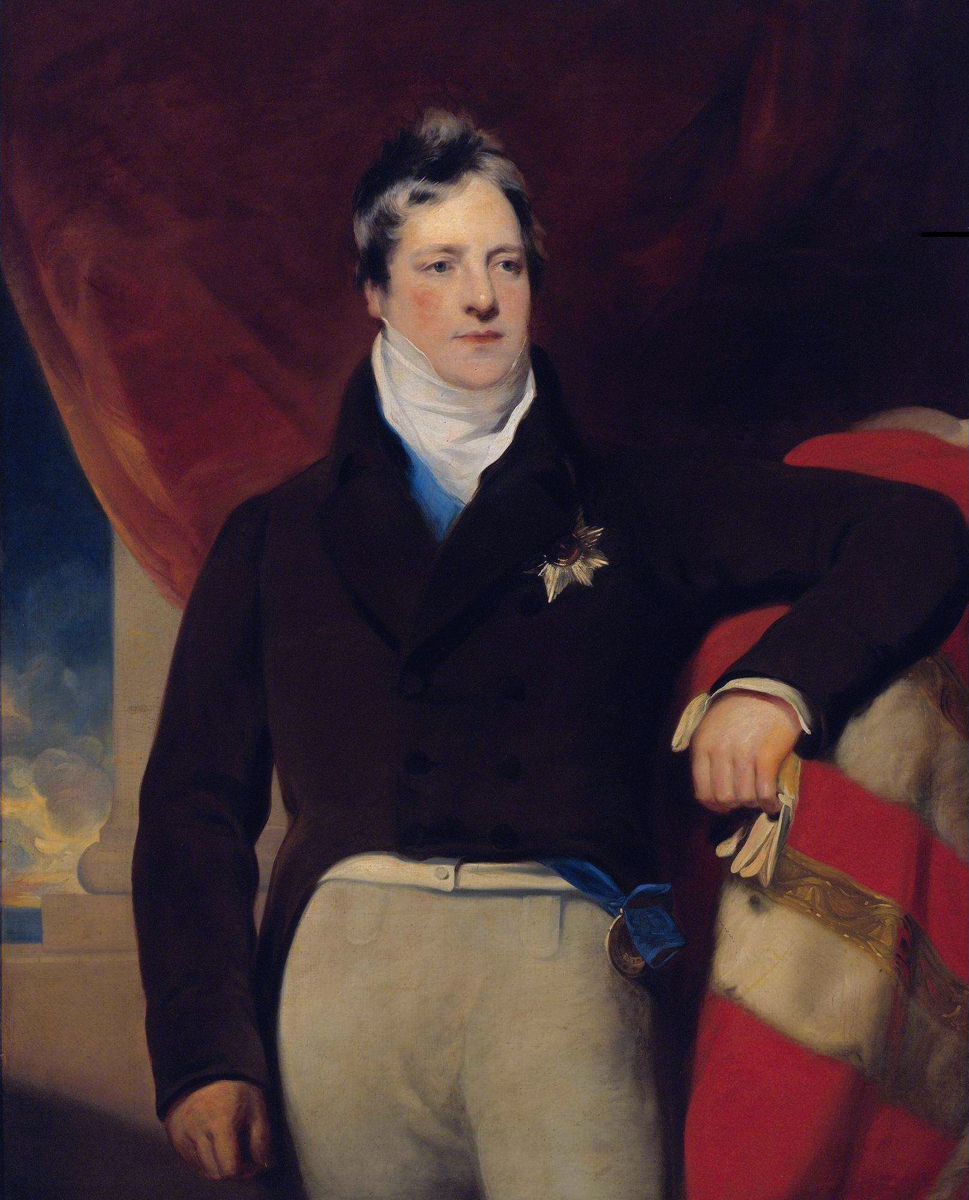
Джон Лофтус – II маркіз Елі.

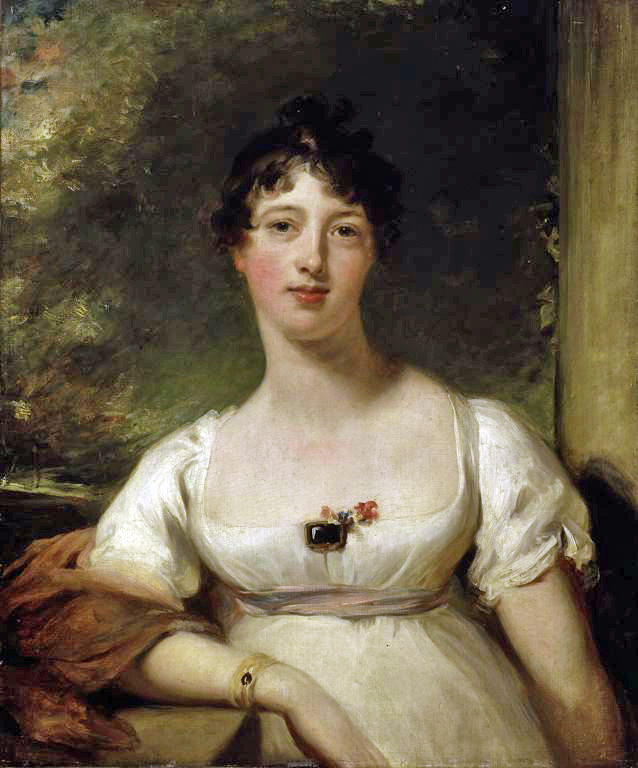
Анна Марія Дешвуд.

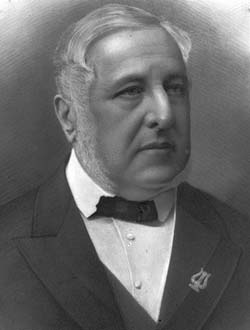
Август Лофтус – четвертий син другого маркіза Елі.

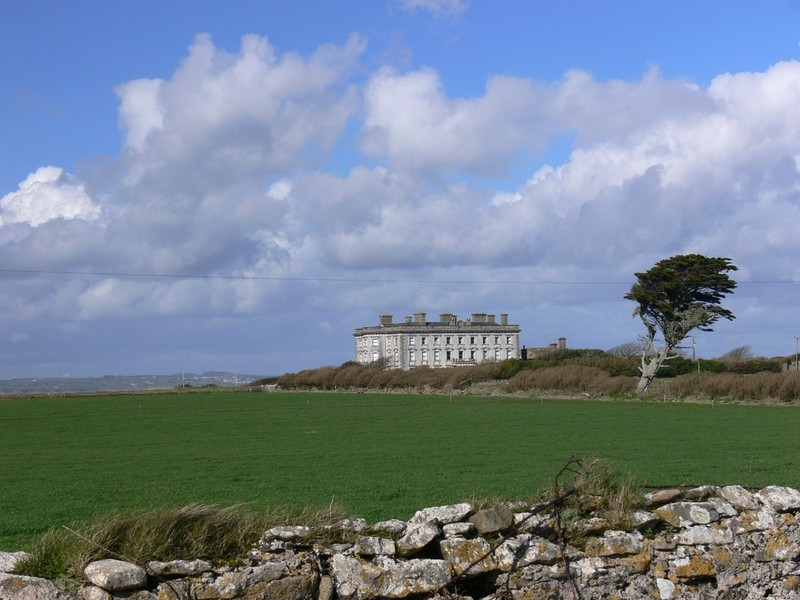
Лофтус-Холл – резиденція маркізів Елі.

Маркіз Елі (англ. - Marquess of Ely) – аристократичний титул в перстві Ірландії. 

## Гасло маркізів Елі
Ad astra sequor – «Я слідую до зірок» (лат.)

## Історія маркізів Елі
Титул маркіз Елі з графства Вексфорд був створений в перстві Ірландії в 1800 році для Чарльза Лофтуса – І графа Елі. При народженні він мав ім’я Чарльз Тоттенгем. Він був сином сера Джона Тоттенгема – І баронета Тоттенгем з Тоттенгем Грін, що в графстві Вексфорд. Титул був створений в баронетстві Ірландії в 1780 році. Мати Джона Тоттенгема Елізабет Тоттенгем (до шлюбу Лофтус) – дочка Ніколаса Лофтуса – І віконта Лофтус, сестра та спадкоємиця Генрі Лофтуса – І графа Елі. У 1783 році він успадкував маєтки родини Лофтус після смерті свого дядька по материнській лінії – графа Елі, що того ж року отримав за королівською ліцензією прізвище Лофтус. У 1785 році він отримав титул пера Ірландії як барон Лофтус з Лофтус-Холл, що в графстві Вексфорд. Лофтус-Холл був проданий родиною Лофтус у 1917 році і нині належить родині Квіглі. 
Сер Джон Тоттенгем (6 липня 1714 — 2 січня 1787) – І баронет Тоттенгем був відомим англо-ірландським політиком. Він був сином Чарльза Тоттенгема та його першої дружини Еллінор Кліфф – доньки Джона Кліффа з Малранкіна, графство Вексфорд та Барбари Карр з Корка. Він був обраний депутатом Палати громад парламенту Ірландії від Нью-Росс і був депутатом в  1759 - 1760 роках. Потім був депутатом від Фетард між 1767 і 1776 роками. 18 грудня 1780 року він отримав титул баронета Тоттенхем Грін у баронетстві Ірландії. Він одружився з  Елізабет Лофтус – дочкою Ніколаса Лофтуса, І віконта Лофтуса та Енн Понсонбі. Шлюб відбувся 31 грудня 1736 року. Його єдиний син Чарльз Тоттенхем прийняв додаткове прізвище Лофтус у 1783 році та став маркізом Елі у 1800 році. Джон Лофтус також мав трьох дочок, включаючи Мері, дружину Річарда Еннеслі.
У 1789 році Чарльз Лофтус отримав титул віконта Лофтус з Елі. У 1794 році він отримав титул графа Елі в перстві Ірландії. У 1800 році отримав титул маркіза Елі з графства Вексфорд. Всі ці титули були в перстві Ірландії. Це був рідкісний випадок отримання титулу маркіза людиною, що не успадкувала жодного перства. У 1801 році він отримав титул барона Лофтус з Лонг-Лофтус, що в графстві Йорк у перстві Об’єднаного Королівства Великої Британії та Ірландії. Цей титул дозволив маркізам Елі бути автоматично депутатами Палати лордів парламенту Великої Британії до прийняття закону про Палату лордів в 1999 році. Чарльз Лофтус – лорд Елі успадкував від свого батька і титул баронета в 1786 році. Чарльз Лофтус представляв Фетард (графство Вексфорд) у Палаті громад Ірландії з 1776 по 1783 рік. З 14 січня 1789 до 1806 року Лофтус був одним із генеральних поштмейстерів Ірландії. 12 грудня 1794 року він став кавалером ордена Святого Патріка. У 1766 році він одружився з Джейн Майгілл (померла 1807 року) – донькою  Роберта Майгілла з Кіллерні, графство Кілкенні та його дружини Мері Біллінгслі. У цьому шлюбі Чарльз та Джейн мали двох синів: Джона,  спадкоємця, і Роберта, єпископа Клогер.
Титули успадкував його старший син Джон Лофтус, що став II маркізом Елі. Він був депутатом Палати громад парламенту Ірландії і представляв графство Вексфорд. А потім він став депутатом парламенту Великої Британії. Він був губернатором графства Вексфорд з 1805 року та мировим суддею графства Вексфорд з 1824 року. 3 листопада 1807 року він став  кавалером ордена Святого Патрика. З 1800 по 1806 рік він обіймав посаду лорда казначейства Ірландії. Одружився з Анною Марією – донькою сера Генрі Воткіна Дешвуда, III баронета Дешвуд. Шлюб відбувся 22 травня 1810 року на Ганноверській площі в Сент-Джордж. З нею він мав п’ятьох синів і чотирьох дочок, включаючи відомого гравця в крикет лорда Генрі Лофтуса.
Після його смерті титули успадкував його старший син Джон Лофтус, що став III маркізом Елі. Він недовго був депутатом парламенту Великої Британії і представляв Вудсток у 1845 році.  
Ця лінія родини перервалась через ранню смерть у 1889 році його сина Джона, що став IV маркізом Елі.
Титули успадкував його двоюрідний брат Джон Лофтус, що став V маркізом Елі. Він був старшим сином преподобного лорда Адама Лофтуса – третього сина II маркіза Елі. V маркіз Елі помер бездітним у 1925 році. Джон Генрі Лофтус (6 березня 1851 — 18 грудня 1925) – V  маркіз Елі був відомим ірландським аристократом. Він був старшим сином преподобного лорда Адама Лофтуса (1816 – 1866), ректора Магеракулмоні та його дружини Маргарет Фаннін (пом. 1902). Він був оголошений банкрутом 23 жовтня 1878 року. Джон Лофтус успадкував титул маркіза Елі в 1889 році. 21 листопада 1895 року він одружився з Маргарет Еммою Кларк (пом. 1931). У них не було дітей. Він помер у 1925 році, і його спадкоємцем став його молодший брат Джордж Лофтус, VI маркіз Елі.
Титули успадкував молодший брат Джордж Герберт Лофтус, що став VI маркізом Елі. 
Титул успадкував його син Джордж Генрі Веллінгтон Лофтус, що став VII маркізом Елі. Він отримав посаду верховного шерифа графства Фермана. Після його смерті в 1969 році ця лінія родини перервалася. Джордж Генрі Лофтус народився 3 вересня 1903 року в родині Джорджа Герберта Лофтуса – VI маркіза Елі та його другої дружини Етель Беатріс Лемпріер Греслі. Він став відомий під титулом Віконт Лофтус, коли його батько успадкував титул маркіза в 1925 році. Він здобув освіту в коледжі Лансінг і служив майором у Північноірландській кінній армії під час Другої світової війни. Він також був верховним шерифом Фермана в 1931 році. У 1935 році він успадкував титул маркіза після смерті свого батька. Він одружився з Теєю Маргарет Гордон Ґронволд - донькою Ларса Ґронвольда та Емі Гордон у 1928 році. У них була одна донька Енн, яка померла в дитинстві. Джордж помер у травні 1969 року у віці 65 років, і його спадкоємцем титулу став його родич Чарльз Тоттенгем. Тоттенгем був праправнуком Роберта Тоттенгема, єпископа, молодшого брата Джона Лофтуса, II маркіза Елі, який був прадідом VII маркіза Елі.
Титули успадкував його троюрідний брат Чарльз Джон Тоттенгем, що став VIII маркізом Елі. Він був правнуком підполковника Чарльза Джона Тоттенгема – старшого сина преподобного лорда Роберта Тоттенгема, що не прийняв прізвища Лофтус – другого сина І маркіза Елі. Чарльз Джон Тоттенгем жив в Канаді. 
На сьогодні титулами володіє його старший син Чарльз Джон Тоттенгем, що став IX маркізом Елі успадкувавши титули в 2006 році. Але титулом баронета він не володіє – не підтвердив своє право, його немає в списку баронетства, це баронетство вважається зниклим з 2006 року.    

## Інші відомі люди родини Тоттенгем
- Чарльз Тоттенгем – батько І баронета Тоттенгем був депутатом Палати громад парламенту Ірландії, представляв Нью-Росс.
- Чарльз Тоттенгем – брат І баронета Тоттенгем був депутатом Палати громад парламенту Ірландії, представляв Нью-Росс.
- Лорд Роберт Тоттенгем – другий син І маркіза Елі, був єпископом Клогер.
- Джейн Лофтус (1820 – 1890) – друга дружина II маркіза Елі, леді Опочивальні, близький друг королеви Вікторії.
- Генрі Лофтус Тоттенгем (1860 – 1950) – син Джона Френсіса Тоттенгема, сина лорда Роберта Тоттенгема, адмірал Королівського флоту.
- Сер Олександр Роберт Лофтус Тоттенгем (1873 – 1946) – син Джона Френсіса Тоттенгема, був адміністратором Пудуккотай в Британській Індії.
- Преподобний Джордж Тоттенгем (1825 – 1911) – син лорда Роберта Тоттенгема, був деканом Клогер.
- Лорд Август Лофтус – четвертий син II маркіза Елі, був відомим і видатним дипломатом.
- Преподобна Енн Тоттенгем – дочка VIII маркіза Елі, була єпископом Англіканської церкви в Канаді.

Родинною резиденцією маркізів Елі був Лофтус-Холл, що стоїть поблизу селища Гук, графство Вексфорд. 

## Баронети Тоттенгем з Тоттенгем Грін (1780)
- Сер Джон Тоттенгем (1714 – 1786) – І баронет Тоттенгем
- Сер Чарльз Лофтус (1738 – 1806)  - II баронет Тоттенгем (нагороджений титулами барон Лофтус у 1785 році, віконт Лофтус у 1789 році, граф Елі у 1794 році та маркіз Елі у 1800 році)

## Віконти Лофтус (1756)
- Ніколас Лофтус (бл. 1687 – 1763) – І віконт Лофтус
- Ніколас Х’юм-Лофтус (помер у 1766 р.) – II віконт Лофтус (отримав титул граф Елі в 1766 р.)

## Графи Елі (1766)
- Ніколас Х’юм-Лофтус (помер 1766) – І граф Елі
- Ніколас Юм-Лофтус (1738 – 1769) – II граф Елі

## Віконти Лофтус (1756)
- Генрі Лофтус (1709 – 1783) – IV віконт Лофтус  (отримав титул граф Елі в 1771 році)

## Графи Елі (1771)
- Генрі Лофтус (1709 – 1783) – І граф Елі

## Маркізи Елі (1800)
- Чарльз Лофтус (1738 – 1806) – І маркіз Елі
- Джон Лофтус (1770 – 1845) – II маркіз Елі
- Джон Генрі Лофтус (1814 – 1857) – III маркіз Елі
- Джон Генрі Веллінгтон Грем Лофтус (1849 – 1889) – IV маркіз Елі
- Джон Генрі Лофтус (1851 – 1925) – V маркіз Елі
- Джордж Герберт Лофтус (1854 – 1935) – VI маркіз Елі
- Джордж Генрі Веллінгтон Лофтус (1903 – 1969) – VII маркіз Елі
- Чарльз Джон Тоттенхем (1913 – 2006) – VIII маркіз Елі
- Чарльз Джон Тоттенхем (нар. 1943) – IX маркіз Елі

Спадкоємцем титулу є брат нинішнього власника титулу лорд Тімоті Крейг Тоттенхем (народився в 1948 році). Ймовірним спадкоємцем спадкоємця титулу є його старший син Скотт Крейг Тоттенхем (1977 року народження). Наступним у черзі є син спадкоємця Чарльз Крейг Луїс Тоттенхем (2007 р. н.).  